# Саліхово (Аургазинський район)
Салі́хово (рос. Салихово, башк. Сәлих) — присілок у складі Аургазинського району Башкортостану, Росія. Входить до складу Турумбетівської сільської ради.
Населення — 44 особи (2010; 52 в 2002).
Національний склад:
- башкири — 90%